# Méaulte
Méaulte – miejscowość i gmina we Francji, w regionie Hauts-de-France, w departamencie Somma.
Według danych na rok 2011 gminę zamieszkiwało 1320 osób, a gęstość zaludnienia wynosiła 123 osoby/km² (wśród 2293 gmin Pikardii Méaulte plasuje się na 228. miejscu pod względem liczby ludności, natomiast pod względem powierzchni na miejscu 400.).